# Редъярви
Редъярви — озеро на территории Ребольского сельского поселения Муезерского района Республики Карелия.

## Общие сведения
Площадь озера — 1,1 км², площадь водосборного бассейна — 15,6 км². Располагается на высоте 230,6 метров над уровнем моря.
Форма озера лопастная, продолговатая: немного вытянуто с северо-запада на юго-восток. Берега изрезанные, каменисто-песчаные, местами заболоченные.
С юго-западной стороны озера вытекает река Кюно, которая, протекая озеро Кюно и принимая с левого берега реку Долгую (с водами озера Нижней Питьки), втекает в озеро Киви, сток из которого осуществляется короткой протокой в озеро Вожъярви, которое, в свою очередь, соединяется протокой с Лексозером, откуда через реки Сулу и Лендерку воды в итоге попадают в Балтийское море.
С северо-восточной стороны в озеро впадает безымянный ручей, вытекающий из озера Нижнего Редъярви.
В озере расположены четыре безымянных острова различной площади.
С южной стороны озера проходит лесная дорога, отходящая от дороги местного значения 86К-176 («Тикша — Реболы»).
Код объекта в государственном водном реестре — 01050000111102000010632.